# Badminton Ireland
Badminton Ireland (irisch Cumann Badmantain na hÉireann) ist die oberste nationale administrative Organisation in der Sportart Badminton in Irland. Der Verband wurde 1899 als Badminton Union of Ireland (BUI) gegründet. Er ist sowohl für die irischen als auch für die nordirischen Badminton-Aktivitäten verantwortlich.

## Geschichte
Badminton wurde in Irland erstmals in den 1880er Jahren gespielt. 1892 wurde der erste Klub in Limavady gegründet. Derry, Coleraine, Wicklow und Dundrum folgten. Infolge eines Disputs zwischen den beiden letztgenannten Vereinen wurde 1899 die Badminton Union of Ireland gegründet. 1902 wurden die ersten Irish Open ausgetragen. 1903 startete die Länderkampfserie gegen Schottland, 1910 gegen Schottland. 1911 wurde der nordirische Teilverband Ulster gegründet. 1934 war die Badminton Union of Ireland Gründungsmitglied der Badminton World Federation, damals als International Badminton Federation bekannt. Die Badminton Union of Ireland wurde 1967 ebenfalls Gründungsmitglied im kontinentalen Dachverband Badminton Europe, damals noch als European Badminton Union bekannt. Anfang des neuen Jahrtausends wurde der Verband in Badminton Ireland umbenannt.

## Bedeutende Veranstaltungen, Turniere und Ligen
- Irish Open
- Irish International
- Irische Meisterschaft
- Mannschaftsmeisterschaft
- Juniorenmeisterschaft
- Irland gegen Schottland (seit 1910)
- Irland gegen England (seit 1903)
- Leinster Open
- Ulster Open

## Bedeutende Persönlichkeiten
- Breda Connolly, Präsidentin
- J. Dick, ehemaliger Präsident
- John Plunkett Dillon
- John D. M. McCallum
- George Morrow
- W. B. Rothwell, ehemaliger Präsident